# أحمد صالح الطامي
أحمد بن صالح الطامي، أستاذ جامعي وكاتب وباحث، وأحد أبرز أدباء المملكة العربية السعودية المعاصرين.

## الدراسة والعمل
- حصل على الشهادة الجامعية في تخصص اللغة العربية من كلية الشريعة والدراسات الإسلامية بمكة المكرمة عام 1397هـ/1974م.
- تم ابتعاثه عام 1398هـ إلى الولايات المتحدة الأميريكية، فحصل على درجة الماجستير في الأدب العربي الحديث من جامعة إنديانا -بلومنتقن عام 1402هـ.
- وفي عام 1402هـ عين محاضرًا في جامعة الملك فيصل.
- في عام 1403هـ ابتعث إلى الولايات المتحدة الأمريكية وحصل على درجة الدكتوراه في تخصص الأدب العربي الحديث من جامعة إنديانا -بلومنتقن.
- بعد أن أنهى دراسة الدكتوراه عاد للسعودية وعمل أستاذًا مساعدًا في جامعة الملك فيصل، ثم انتقل للعمل في جامعة الملك سعود -فرع القصيم- ، ثم عمل في قسم اللغة العربية في كلية الآداب بجامعة الملك سعود.
- عمل في جامعة القصيم بعد افتتاحها أستاذًا بقسم اللغة العربية وآدابها في كلية اللغة العربية والدراسات الاجتماعية منذ عام 1426هـ، ثم أصبح وكيلاً للشؤون التعليمية فيها. وحصل فيها هذه الجامعة على درجة الأستاذية.[1]

## أبحاثه
- نظريات الترجمة وتطورها في الفكر الغربي في القرن العشرين.
- تأثير الثقافة العربية الإسلامية على الكوميديا الإلهية بين بلاثيوس والنقاد العرب: دراسة مقارنة.
- الأدب المقارن في جامعات شبه الجزيرة العربية.
- مقدمات الشعراء الإحيائيين لدواوينهم في الربع الأول من القرن العشرين: دراسة نقدية.
- مفهوم الشعر عند عبد الرحمن شكري وتأثير الرومانسيين على الإنجليز في تشكيله.
- محمد حسن عواد رائد التجريب الشعري في الجزيرة العربية.
- تأثير ابن طباطبا على العسكري في كتاب الصناعتين.
- المدخل النثري للقصيدة العربية الحديثة.
- المفهوم النظري للشعر عند البارودي وشوقي.[2]

## وصلات خارجية
- ثقافي / موافقة وزيرالثقافة والإعلام على مجلس أدبي القصيم الجديد / إضافة أولى